# SIG MPX
La SIG MPX es un subfusil operado por gas diseñado y fabricado por SIG Sauer, y tiene una recámara principalmente de 9 × 19 mm Parabellum. Es una ametralladora operado por gas que presenta un cerrojo giratorio cerrado. Estas características de diseño, raras en metralletas, se eligieron para mejorar la seguridad del usuario y tener un arma de fuego más confiable. Fue diseñado en 2013 y se lanzó al público en general en 2015. Cuenta con el sistema de gas de varilla de empuje de carrera corta SIG Sauer para reducir el retroceso y mejorar la confiabilidad del arma.
El MPX, en su segunda generación, presenta un sistema que permitiría la conversión de 9 mm a calibres .357 SIG o .40 S&W. Sin embargo, desde sus inicios, los kits de conversión propios no han estado disponibles para ninguna de las dos generaciones de producción del arma.
SIG Sauer también utilizó el mismo sistema de pistón de gas para desarrollar la carabina SIG MCX.

## Detalles de diseño

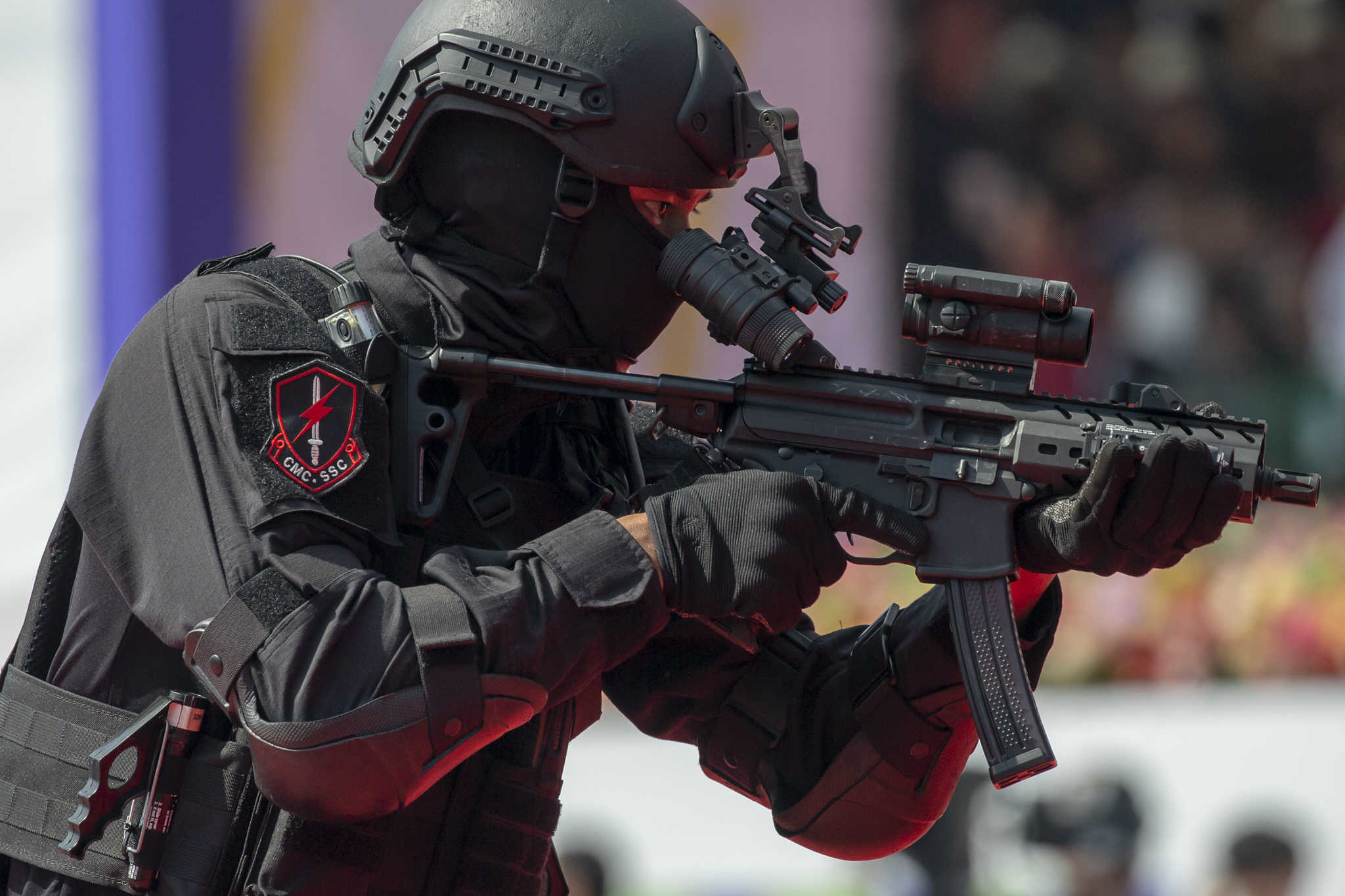
SIG MPX con el Operador de la Compañía de Servicios Especiales del Cuerpo de Marines de la República de China

La variante estándar del MPX viene con un cañón de 20,3 cm (8,0 pulgadas) y tiene un calibre de 9 × 19 mm Parabellum. Viene con una culata plegable y un riel flotante. Tiene una velocidad de disparo cíclica de 850 disparos por minuto (RPM).
El MPX también está disponible con diferentes longitudes de cañón, que van desde 114 a 406 mm (4,5 a 16 pulgadas). La ametralladora MPX solo está disponible para uso militar y policial, mientras que una versión semiautomática también está disponible para el mercado civil.
La versión semiautomática del arma se puede registrar como un rifle de cañón corto en la mayoría de los estados de los Estados Unidos.

### Características
La ametralladora MPX estándar viene sin miras y un sistema de rieles Picatinny de longitud completa en la parte superior del arma. Los MPX Gen 2 vienen con un gatillo Timney de cara plana y un riel M-LOK.
El MPX tiene un sistema de pistón de gas de carrera corta para aumentar la precisión del arma que opera a cerrojo cerrado. Está diseñado de esta manera para evitar que entre agua o suciedad en la cámara y provoque un mal funcionamiento, así como para utilizar un silenciador con mayor facilidad. Cuenta con un interruptor selector ambidiestro para modelos completamente automáticos (modelos policiales/militares) y semiautomáticos. También cuenta con un cerrojo ambidiestro. El cañón flota libremente y está rodeado por soportes de riel Picatinny de polímero/acero (posteriormente M-LOK).
El mango de carga del arma está en la parte posterior del arma, basado en el diseño AR-15. Esto es para asegurar que amartillar el arma no interfiera con ninguna óptica montada en el riel Picatinny. Los rieles del arma están hechos de acero fundido y el arma estándar pesa en general 2,1 kilogramos (4,6 libras).

## Variantes

### Configuraciones de fuego selectivo

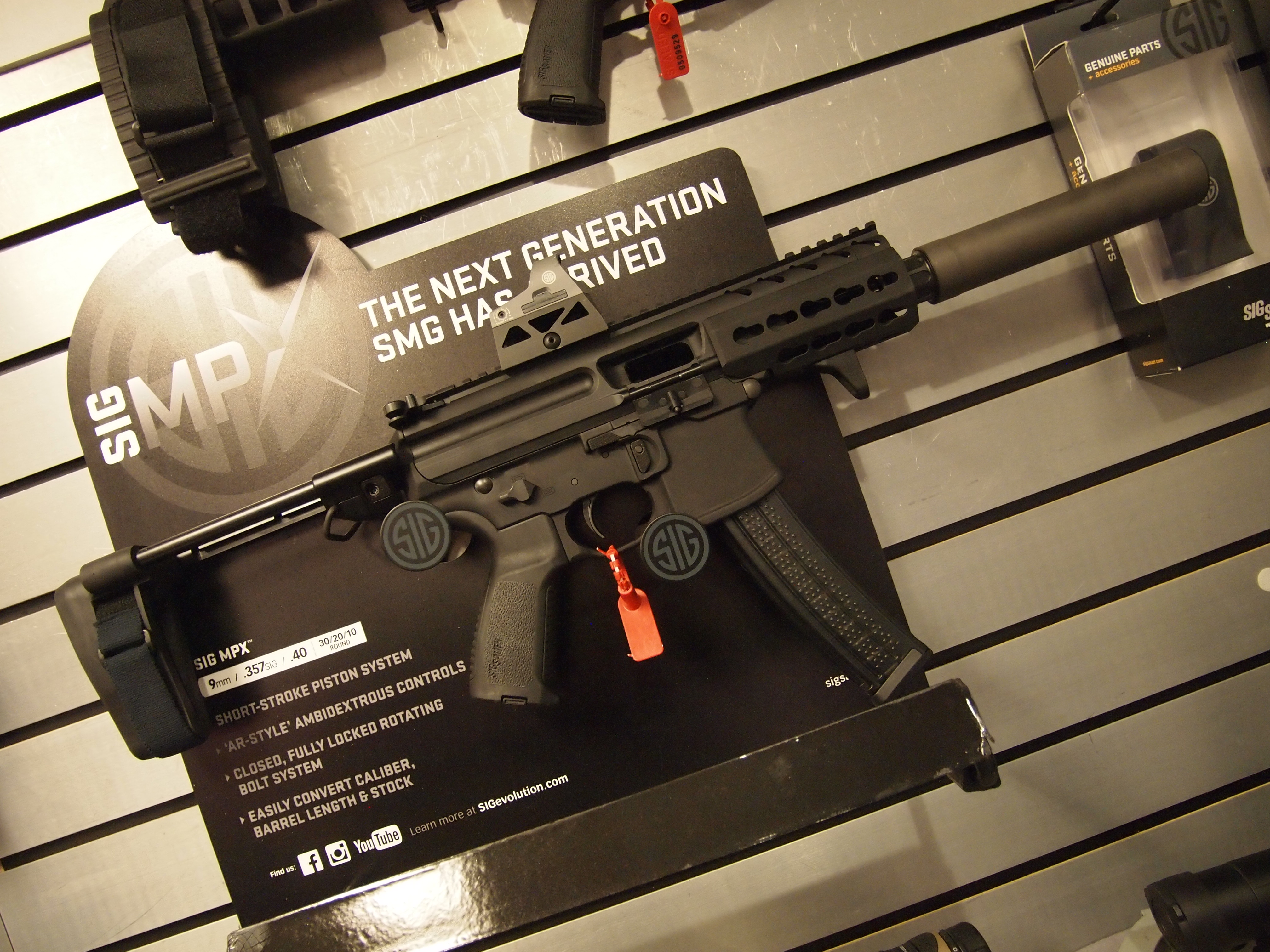
SIG MPX

#### MPX (variante estándar)
Una variante de pistola con soporte de brazo abatible de tres posiciones con apariencia de stock, selector de tiro de tres posiciones si es compatible con automático completo y un freno de boca soldado y pinado ciego de 14 ", cañón de 16", 8.0, 6.0 4.5 pulgadas.

#### MPX-K (variante compacta)
Una variante compacta con un cañón de 114 mm (4,5 pulgadas).

#### MPX-SD (variante con supresión integral)
Una variante totalmente suprimida con un supresor integral tipo MP5SD, una parte delantera más larga y un cañón de 203 mm (8,0 pulgadas).

### Configuraciones solo semiautomáticas

#### Pistola MPX (variante de pistola)
Una variante de pistola semiautomática sin culata y un cañón de 203 mm (8,0 pulgadas).

#### MPX PSB (variante de pistola)
Una variante de pistola semiautomática con una abrazadera estabilizadora de pistola SIG SBX y un cañón de 203 mm (8,0 pulgadas). En los EE. UU., en 2015, BATFE advirtió a los usuarios de armas que usaban aparatos ortopédicos estabilizadores SIG que llevar al hombro un arma equipada con un aparato ortopédico constituía la fabricación de un arma del Título II NFA, revirtiendo una decisión anterior de que no lo era. Sin embargo, a principios de 2017, el BATFE retiró esta opinión.

#### MPX-K (variante de pistola)
Una variante de pistola semiautomática con un cañón de 114 mm (4,5 pulgadas).

#### MPX-C (variante carabina)
Una variante semiautomática de carabina única, con un cañón de 165 mm (6,5 pulgadas) con un dispositivo de boca de 241 mm (9,5 pulgadas) soldado permanentemente, que en realidad es una versión modificada del núcleo del deflector de la variante con supresión integral. SIG sostuvo que este dispositivo era un freno de boca, pero en 2013 BATFE dictaminó que el componente era un supresor y clasificó al MPX-C como poseedor de un silenciador integral y, por lo tanto, como un arma del Título II de la NFA. El BATFE rechazó un recurso contra esta sentencia en febrero de 2014; SIG respondió presentando una demanda civil contra BATFE, alegando que habían actuado de manera "arbitraria y caprichosa". En septiembre de 2015, el juez federal Paul Barbadora confirmó el fallo del BATFE.
Como resultado de esto, SIG ha anunciado una variante de carabina con un cañón de 406 mm (16 pulgadas) sin el dispositivo de boca, designada como MPX PCC.